# Paulo Caruso
Paulo José Hespanha Caruso, conhecido como Paulo Caruso, (São Paulo, 6 de dezembro de 1949 – São Paulo, 4 de março de 2023) foi um cartunista e chargista brasileiro. Era irmão gêmeo de Chico Caruso, também cartunista, pai do cineasta Paulinho Caruso e de outros 4 filhos, tio do humorista Fernando Caruso. Trabalhou por muitos anos na revista Isto É, onde assinava a charge da semana com o título Avenida Brasil, sempre publicada na última página da revista, que tratava principalmente de aspectos da política brasileira. Publicou suas charges na revista Época e fez ilustrações ao vivo dos entrevistados no programa Roda Viva, na TV Cultura. Tem também um trabalho importante com Histórias em Quadrinhos e como músico, através da banda Conjunto Nacional. 

## Biografia
Gêmeos univitelinos, os irmãos cartunistas Paulo e Chico Caruso nasceram em 6 de dezembro de 1949 em São Paulo, com um intervalo de cinco minutos. A obra de ambos os artistas tem especial importância pela sua virtuosidade na caricatura pessoal.
Paulo José Hespanha Caruso, o irmão cinco minutos mais velho, iniciou-se profissionalmente no Diário Popular no final da década de 1960, tendo colaborado nos jornais Folha de S.Paulo e Movimento. É um cultor da caricatura pessoal. Até a chegada do AI-5, em dezembro de 1968, fazia charges e ilustrações. A partir do ato institucional inibidor, e durante sua vigência, só ilustrações. Na época, garantiu o seu espaço de expressão com a tira Pô, publicada na Folha da Tarde.
Entre 1969 e 1976, cursou arquitetura na USP. Foi um hippie e chegou a morar com outros 24 em uma comunidade. "Era uma favela de luxo", lembra. A vida de arquiteto não o atraiu, passando dedicar-se exclusivamente aos cartuns e a caricatura.
Nos anos 1970, Paulo foi para O Pasquim, aparecendo ao lado de Jaguar e Ivan Lessa. Nos anos 1980, voltou à grande imprensa: Veja, Isto É, Careta, Senhor e, em 1988, novamente Isto É, onde passou a ser o responsável pela última página da revista.
Seus trabalhos também aparecem em publicações especializadas como Circo, Chiclete com Banana e Geraldão.
Paulo Caruso é conhecido pelos seus cartuns políticos, além de dedicar-se à composição musical e à produção de espetáculos de música e teatro. Em 1985, durante o Salão Internacional de Humor de Piracicaba, Paulo formou com Chico e outros cartunistas a "Muda Brasil Tancredo Jazz Band". Luis Fernando Veríssimo, Cláudio Paiva e Mariano juntaram-se mais tarde ao conjunto. Mais recentemente lançou o CD "Pra Seu Governo", uma seleção musical de suas composições apresentada pelo "Conjunto Nacional", sua nova banda, no qual toca piano ao lado de Aroeira e Luis Fernando Veríssimo nos saxofones e Chico Caruso no vocal.

## Morte
Paulo morreu em 4 de março de 2023, aos 73 anos. Estava internado no hospital Nove de Julho, na capital paulista, havia cerca de um mês, para tratar das complicações decorrentes de um câncer no intestino. 

## Publicações
- As Origens do Capitão Bandeira (1983)
- Ecos do Ipiranga (1984)
- Bar Brasil (com a colaboração do jornalista Alex Solnik, 1985)
- As Mil e Uma Noites (1985)
- Bar Brasil na Nova República
- Avenida Brasil - "A Transição Pela Via das Dúvidas"
- Avenida Brasil - "A Sucessão está nas Ruas"
- Avenida Brasil - "O Bonde da História"
- Avenida Brasil - "Assim Caminha a Humanidade"
- Avenida Brasil - "Se Meu Fusca Falasse"
- Avenida Brasil - "O Circo do Poder"
- Avenida Brasil - "Conjunto Nacional"
- Avenida Brasil - "Se meu Rolls-Royce Falasse"
- Avenida Brasil - "Enfim um País Sério"
- São Paulo por Paulo Caruso (2004)
- Desenhando Longe - a Copa de 94 (2015)